# 陈维旭
陈维旭，男，武警河北省總隊政委，武警少將，中共党員。

## 生平
歷任武警河南省總隊政委、中共十九大代表、曾仼武警湖南省總隊政治部主任、武警廣西總隊政治部主任等職務。